# Lars Pria
Lars Pria, né le 31 janvier 1983 à Berlin, est un coureur cycliste roumain.

## Palmarès
- 2006
  - 3e du championnat de Roumanie sur route
- 2011
  - 3e du championnat de Roumanie du contre-la-montre
- 2013
  - 3e du championnat de Roumanie du contre-la-montre

## Classements mondiaux
| Année           | 2006 | 2007   | 2008 | 2009 | 2010 | 2011   | 2012 | 2013   | 2014 | 2015   | 2016   |
| --------------- | ---- | ------ | ---- | ---- | ---- | ------ | ---- | ------ | ---- | ------ | ------ |
| UCI Europe Tour | 723e | 1 351e | 974e | 900e |      | 1 217e |      | 1 146e |      | 1 018e | 1 505e |